# Belgische federale verkiezingen 2014/Kandidatenlijst/PS
Dit zijn de kandidatenlijsten van de Parti Socialiste voor de Belgische federale verkiezingen van 2014. De verkozenen staan vetgedrukt.

## Brussel-Hoofdstad

### Effectieven
1. Laurette Onkelinx
2. Emir Kir
3. Karine Lalieux
4. Ahmed Laaouej
5. Marco Schetgen
6. Colette Njomgang Fonkeu
7. Benjamin Cadranel
8. Halima Amrani
9. Romain De Reusme
10. Nawal Ben Hamou
11. Abdellah Achaoui
12. Delphine Houba
13. Thierry Van Campenhout
14. Emilie Eloy
15. Jean-Marie Amand

### Opvolgers
1. Yvan Mayeur
2. Vanessa Rigodanzo
3. Mathieu Vervoort
4. Laetitia Kalimbiriro
5. Laurence Fievez
6. Fatmir Limani
7. Nathalie Llopis Lorand
8. Véronique Parent
9. Carlos Crespo Garcia

## Henegouwen

### Effectieven
1. Elio Di Rupo
2. Özlem Özen
3. Daniel Senesael
4. Fabienne Winckel
5. Laurent Devin
6. Eric Thiébaut
7. Eric Massin
8. Philippe Blanchart
9. Laurence Meire
10. Annie Taulet
11. Isabelle Privé
12. Pascal Hoyaux
13. Fatima Ahallouch
14. Julie Leprince
15. Paul-Olivier Delannois
16. Maria-Rosa Santoro
17. Camille Dieu
18. Jacques Gobert

### Opvolgers
1. Olivier Henry
2. Annick Saudoyer
3. Jean-Pierre Lepine
4. Marie Roland
5. Benoit Van de Weghe
6. Gaëtan Bangisa
7. Anaïs Goffinet
8. Patrice Bougenies
9. Françoise Daspremont
10. Catherine Houdart

## Luik

### Effectieven
1. Willy Demeyer
2. Julie Fernandez-Fernandez
3. Alain Mathot
4. André Frédéric
5. Christophe Lacroix
6. Nathalie Dubois
7. Gil Simon
8. Carine Fagnant
9. Pierre Crochet
10. Marie-Jeanne Omari Mwayuma
11. Cécilia Goblet
12. Catherine Delleuze
13. Hind Jarfi
14. Grégory Happart
15. Frédéric Daerden

### Opvolgers
1. Linda Musin
2. Jacques Chabot
3. Malik Ben Achour
4. Myriam Abad-Perick
5. Mélanie Goddevrind
6. Isabelle Humblet
7. Grégory Benvegna
8. Nancy Coir
9. Claude Klenkenberg

## Luxemburg

### Effectieven
1. Sébastian Pirlot
2. Christine Courard
3. Anne Davreux
4. Guy Larcier

### Opvolgers
1. Malika Sonnet
2. Frank Istace
3. Luciana Colas-Crucitti
4. Lydia Feller
5. Daniel Ledent
6. Jean-Marie Carrier

## Namen

### Effectieven
1. Jean-Marc Delizée
2. Gwenaëlle Grovonius
3. Elisabeth Malisoux
4. Olivier Romain
5. Nathalie Leclercq
6. Jean-Marie Flamey

### Opvolgers
1. Dominique Notte
2. Véronique Léonard
3. Olivier Valange
4. Nicole Lalière-Mottard
5. Sandrine Lacroix
6. Marc Deheneffe

## Waals-Brabant

### Effectieven
1. André Flahaut
2. Isabelle Kibassa-Maliba
3. Natacha Verstraeten
4. Adelin Hanquin
5. Michel Januth

### Opvolgers
1. Stéphane Crusnière
2. Isabelle Evrard
3. Daniel Conrath
4. Emilie Vandenberg
5. Valérie Devis
6. Michel Corthouts